# Allium circassicum
Allium circassicum là một loài thực vật có hoa trong họ Amaryllidaceae. Loài này được Kolak. mô tả khoa học đầu tiên năm 1955.